# District de Moste
Le district de Moste est l'un des 17 districts de la municipalité de Ljubljana.

## Histoire
Il tire son nom de l'ancienne ville de Moste (Ljubljana) (en)

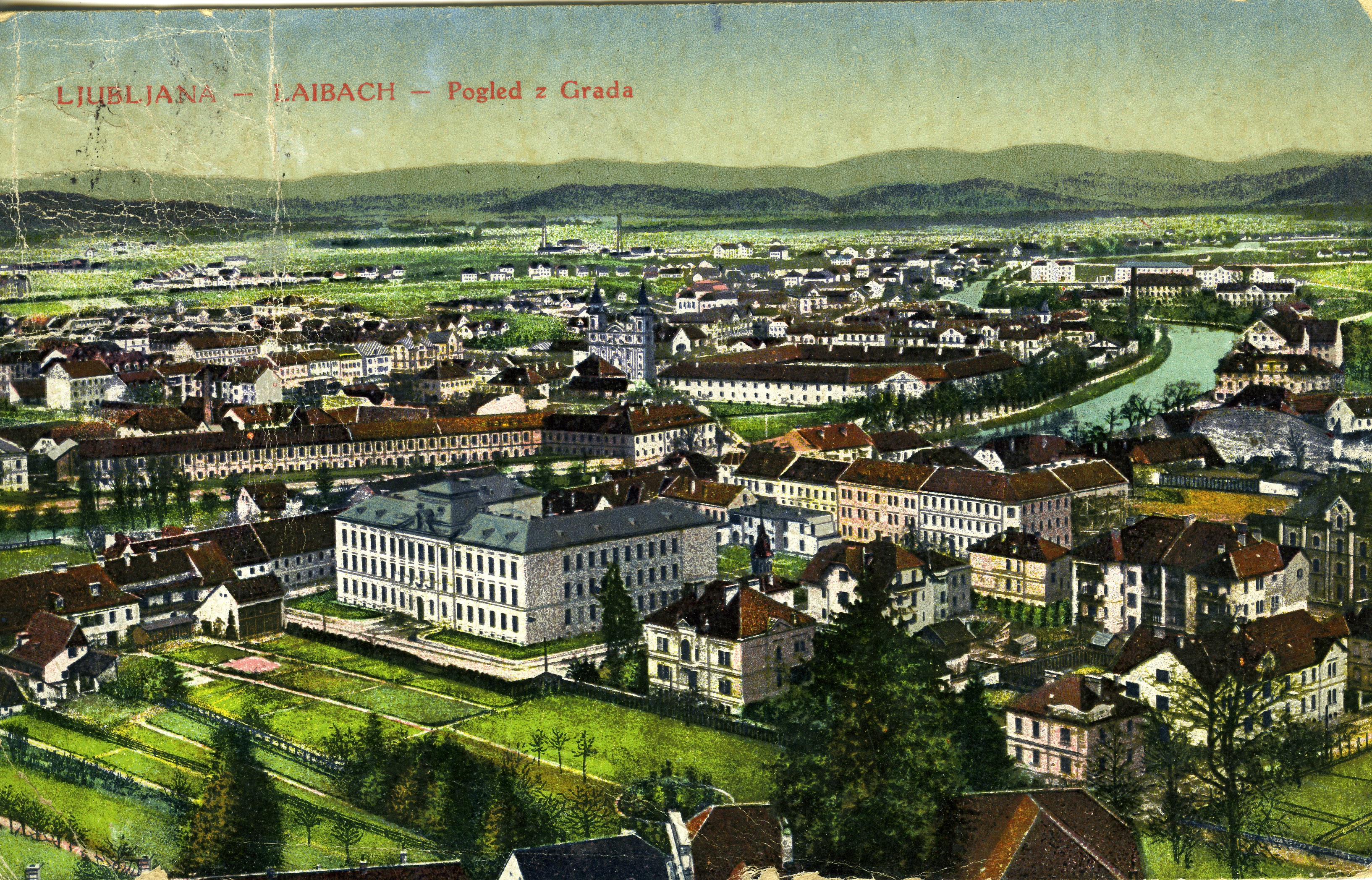
Vue de Poljane et de Moste depuis la colline du château

- Grad Fužine (sl)

Grad Fužine
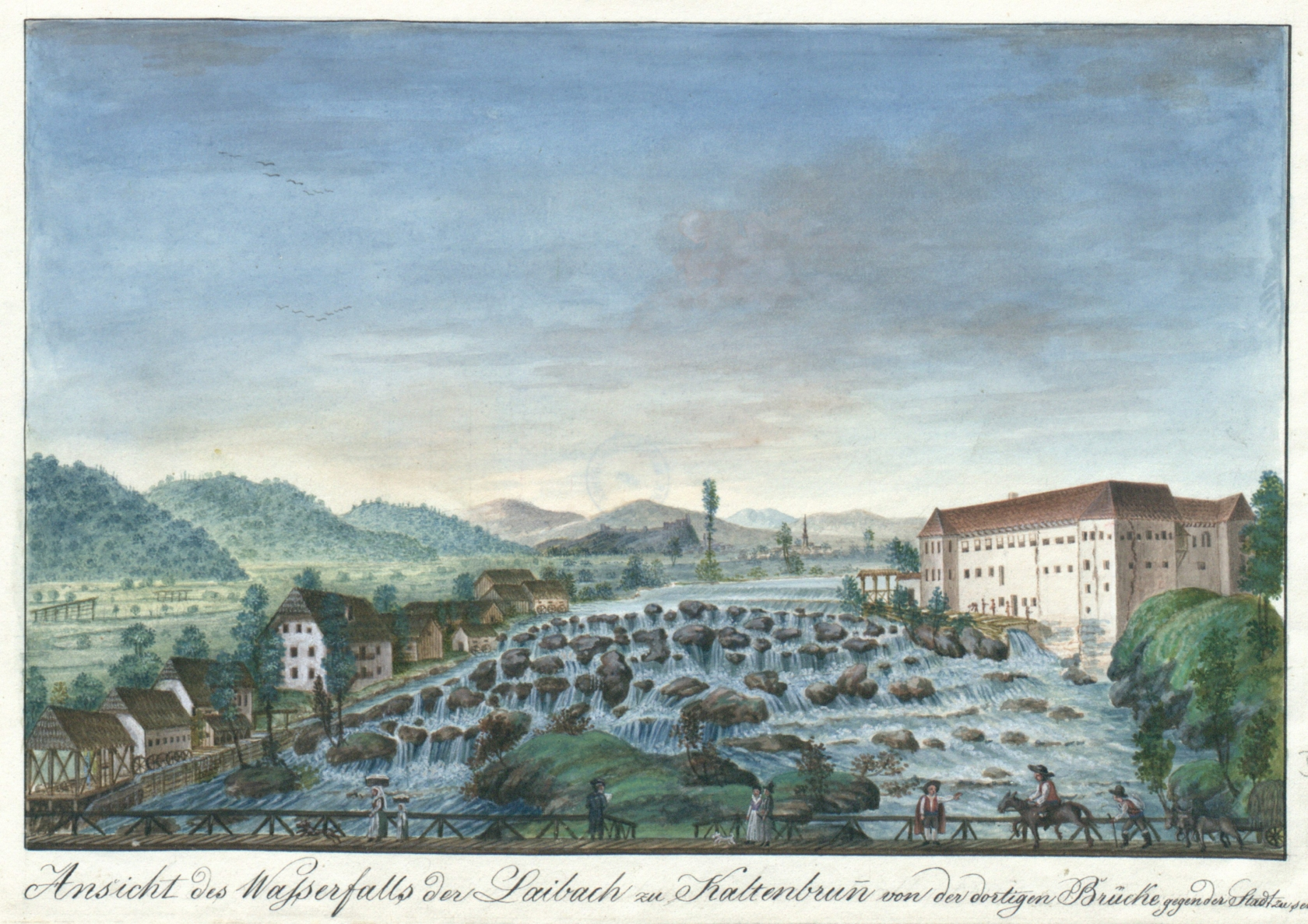
En 1821, par Alojzij Schaffenrath
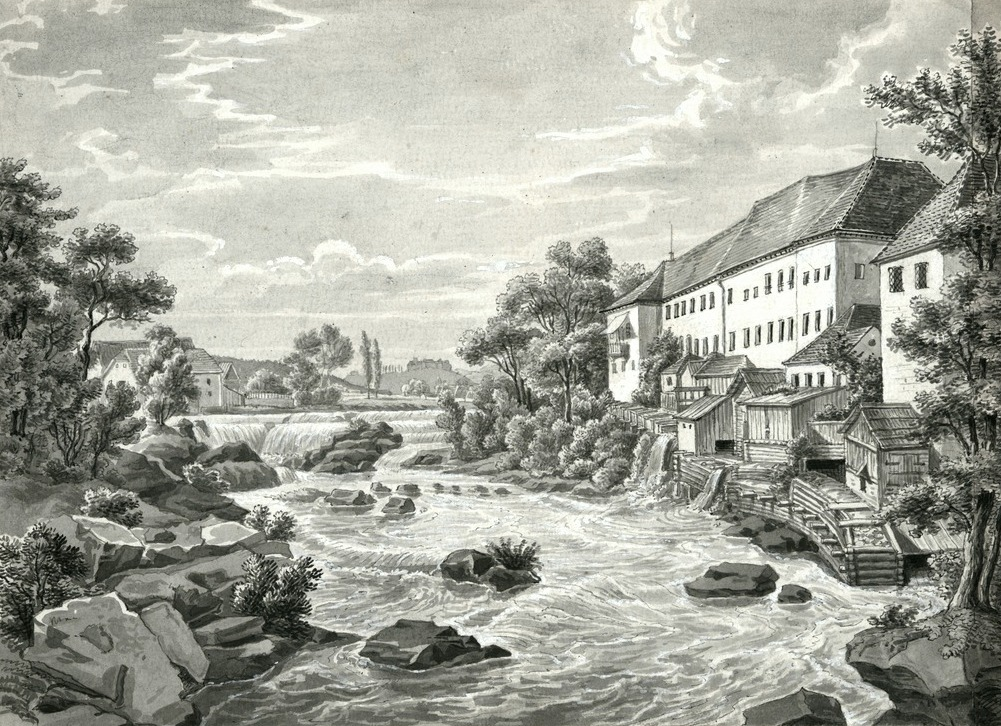
Mi-XIXe siècle, par Franz Kurz zum Thurn und Goldenstein (sl)
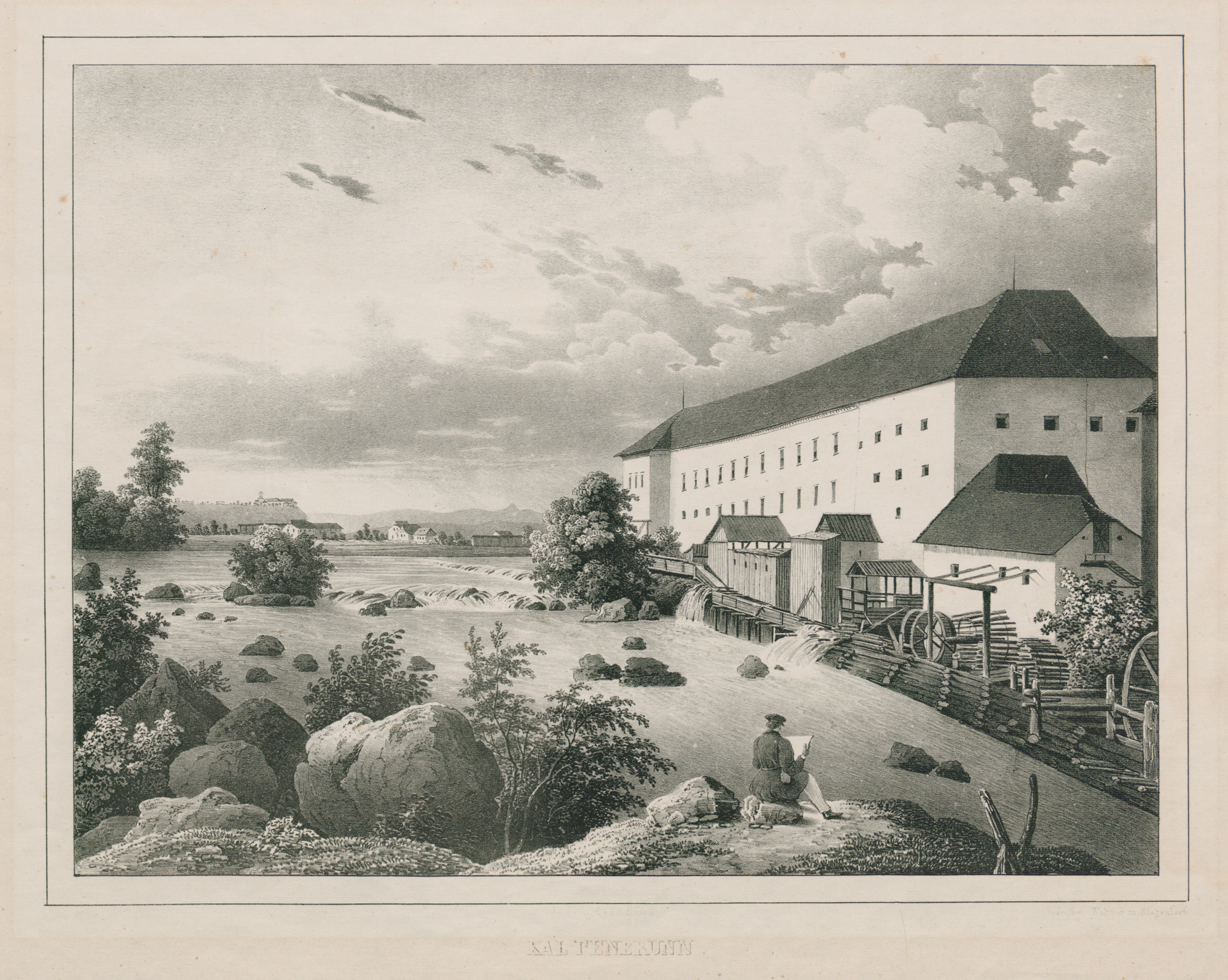
1843, par Joseph Wagner